# Anigraeopsis subalbiplaga
Anigraeopsis subalbiplaga là một loài bướm đêm trong họ Noctuidae.